# Франческо Патавіно
Франческо Патавіно (італ. Francesco Patavino) (Патавініо італ. Patavinio), або Франческо Сантакроче (італ. Francesco Santacroce) (Санта Кроче (Падуя) близько 1478 — Лорето близько 1556) — італійський композитор та капельмейстер пізнього Відродження; одним з перших став використовувати розділені хори (італ. cori spezzati). Священник.

## Біографія
Франческо Патавіно народився у Санта Кроче (Падуя) приблизно у 1478 році. У 1511–1512 був священником та кантором кафедрального собору Падуї. У 1512 році був призначений капельмейстером церкви сан Франческо у Тревізо; з 1520 до 1528 року — капельмейстер тревізького собору. У наступному році перейшов, з такими ж повноваженнями, до кафедрального собору Кіоджі. З 1531 до 1533 року служив у соборі Удіне, де йому було доручено написати декілька книг зі співу (libri di canto). З 1533 до 1537 року працює у Соборі Джемони, потім повернувся до Тревізо, де залишався до 1551 року. 
У 1556 році, на момент смерті, був каноніком базиліки Санта Каза ді Лорето. Помер у Лорето (Провінція Анкона) близько 1556 року.

## Музика та стиль
Патавіно довідно є важливою фігурою в італійській ренесансовій сакральній музиці; він був одним з перших композиторів, поряд з Фра Руффіно Бартолуччі да Ассізі та Ґаспаре Де Альбертісом, що запровадили у своїх працях принцип «cori spezzati» (розбиті хори, тобто розміщені у просторі окремо один від одного), що пізніше широко використовувався композиторами венеціанської поліфонічної школи, зокрема Адріаном Віллартом і Андреа та Джованні Ґабріелі.
У псалмах (більша частина для подвійного хору) та в мотетах спостерігається переважно гомофонічна фактура, замість традиційного імітаційного контрапункту, загального для сакральних композицій початку п'ятисотих.
Не менш цікавим є його внесок у світську музику, що складається з семи фротолістичних композицій, які були надруковані у Римі і вказували на його авторство двома ініціалами «F.P..